# سیلوا شاهاکیان
سیلوا شاهاکیان (ارمنی: Սիլվա Շահակյան؛ زادهٔ ۱۹۸۵ در بغداد) بانوی ارمنی-عراقی که برنده عنوان زیبایی دختر شایسته عراق شد و در تاریخ ۱۰ آوریل ۲۰۰۶ تاج دختر شایسته عراق را نصیب خویش کرد.